# 齊比納河
52°24′35″N 16°57′06″E / 52.4096°N 16.9516°E

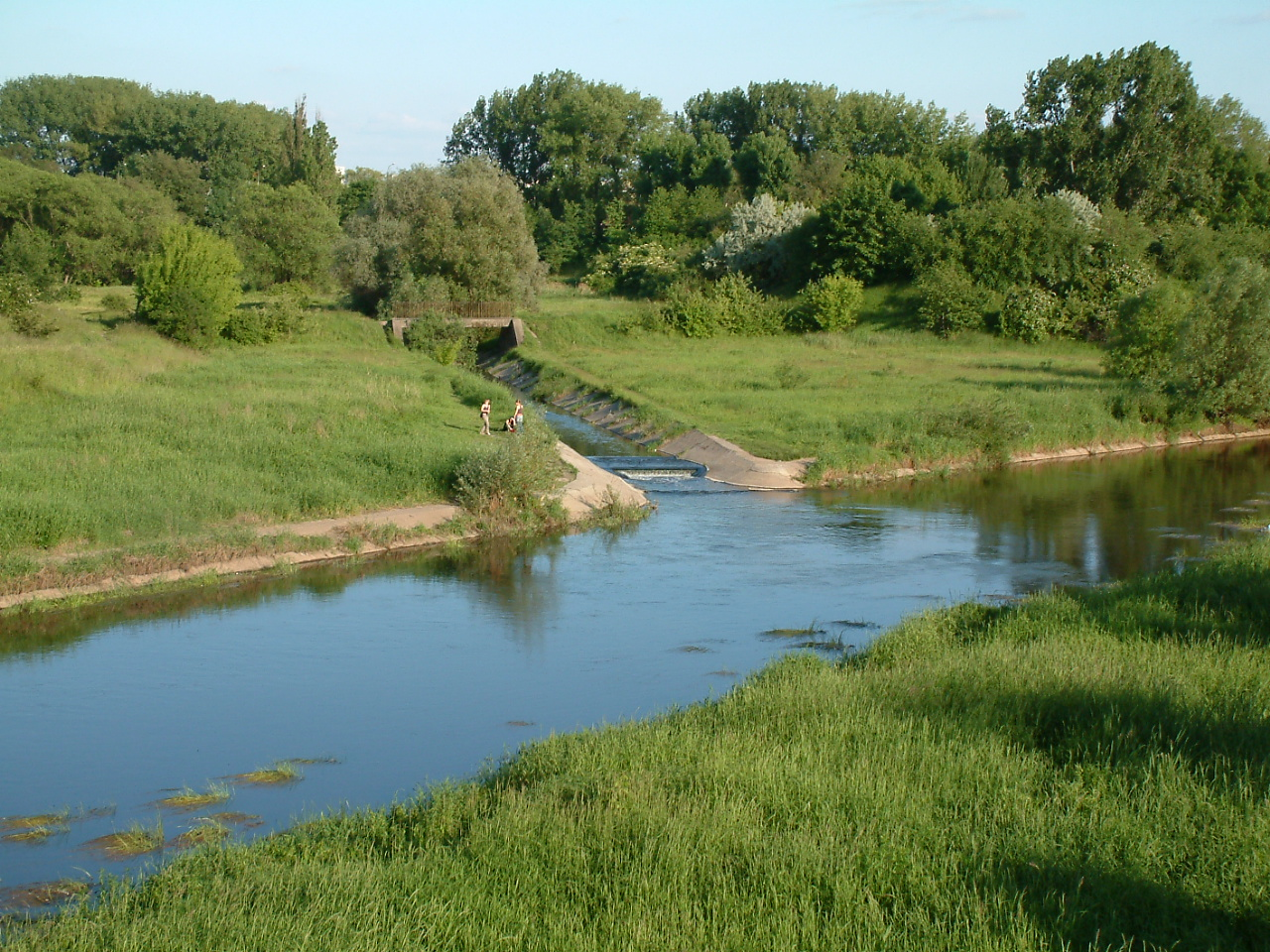

齊比納河是波蘭的河流，位於該國中西部，處於大波蘭省，屬於瓦爾塔河的支流，河道全長41公里，流域面積213平方公里，河口處在波茲南。